# Adiós (Ricky Martin)
Adiós è un brano musicale del cantante portoricano Ricky Martin, pubblicato nel 2014 come primo singolo estratto dal suo decimo album in studio A quien quiera escuchar.
La canzone è stata scritta da Ricky Martin con Yotuel Romero e Antonio Rayo Gibo e prodotta da Jesse Shatkin, Romero e Gibo.

## Tracce
- Download digitale

1. Adiós – 3:58

- EP digitale

1. Adiós – 3:58
2. Adios (English Version) – 3:58
3. Adiós (English/French Version) – 3:58
4. Adios (Mambo Remix featuring Nicky Jam) – 3:52